# Zemětřesení na Hokkaidu 2018
K zemětřesení na japonském ostrově Hokkaidó došlo 6. září 2018 v 3:08 místního času. Síla otřesu je odhadována na 6,6 až 6,7 stupňů Richterovy stupnice. Epicentrum se nacházelo poblíž města Tomakomai. Na tomto ostrově se jedná o první silné zemětřesení od roku 2003.

## Následky
Zemětřesení vyvolalo masivní sesuvy půdy a připravilo o elektřinu všech 5,3 mil. obyvatel ostrova Hokkaidó. O dva dny později, 8. září, už však elektřinu mělo 99 % obyvatel. Při tomto neštěstí o život přišlo 44 lidí a dalších zhruba 700 utrpělo zranění.